# Дуглас, Джесси
Джесси Дуглас (англ. Jesse Douglas; 3 июля 1897 — 7 сентября 1965) — американский математик, лауреат Филдсовской премии 1936 года.
Член Национальной академии наук США (1946).

## Биография
Джесси Дуглас родился в Нью-Йорке, в 1916—1920 годах посещал Колумбийский университет, где получил в 1920 году PhD (Название диссертации — On Certain Two-Point Properties of General Families of Curves; The Geometry of Variations). 
С 1920 по 1926 год преподавал в Колумбийском Колледже (Columbia College).
В 1936 году, на 10-м Международном конгрессе математиков, впервые вручалась Филдсовская премия, и Дуглас был одним из двух её лауреатов; премия была вручена ему за решение в 1930 году проблемы Плато, поставленной Жозефом Луи Лагранжем ещё в 1760 году.
Джесси Дуглас также внёс значительный вклад в решение обратной задачи Лагранжевой механики. В 1943 году Американское математическое общество присудило ему премию имени М. Бохера.
Позднее Джесси Дуглас стал профессором Нью-Йоркского Сити Колледж, где и проработал до самой смерти.

## Избранные статьи
- Douglas, Jesse. Solution of the problem of Plateau (англ.) // Trans. Amer. Math. Soc.. — 1931. — Vol. 33, no. 1. — P. 263—321. — doi:10.2307/1989472.
- Douglas, Jesse. Green's function and the problem of Plateau (англ.) // American Journal of Mathematics : journal. — 1939. — Vol. 61. — P. 545—589. — doi:10.2307/2371314.
- Douglas, Jesse. The most general form of the problem of Plateau (англ.) // American Journal of Mathematics : journal. — 1939. — Vol. 61. — P. 590—608. — doi:10.2307/2371315.
- Douglas, Jesse. Solution of the inverse problem of the calculus of variations (англ.) // Proceedings of the National Academy of Sciences of the United States of America : journal. — 1939. — Vol. 25. — P. 631—637. — doi:10.1073/pnas.25.12.631.